# Daniel Joe
Daniel Joe (29 maggio 1990) è un calciatore papuano, difensore del Marist Fire Honiara.

## Carriera

### Club
Dal 2011 al 2016 ha giocato nell'Hekari United.

### Nazionale
Nel 2012 ha esordito con la nazionale papuana prendendo parte ad alcune partite di qualificazione ai Mondiali 2014.

## Palmarès

### Club

#### Competizioni nazionali
- Campionato di calcio della Papua Nuova Guinea: 3

Hekari United: 2011-2012, 2013, 2014